# Sepia andreana
Sepia andreana är en bläckfiskart som beskrevs av Japetus Steenstrup 1875. Sepia andreana ingår i släktet Sepia och familjen Sepiidae. IUCN kategoriserar arten globalt som otillräckligt studerad. Inga underarter finns listade i Catalogue of Life.